# 冈比亚文学
冈比亚文学涵盖冈比亚人民的口头与书面文学传统。在更广阔的塞内冈比亚地区，以传统格里奥艺人和各类仪式诗歌为代表的口头文学历来是文化传播的主要形式。自1960年代起，以列里·彼得斯为先驱的英语书面文学逐渐兴起。

## 口头文学
如同大部分西非地区，冈比亚历史上以口头文学传统作为文化传播的主要形式。这是格里奥艺人的领域——这些传统的故事讲述者常以科拉等传统乐器伴奏表演。这些故事承载着家族历史的传承与道德价值观的传递，历史上格里奥艺人甚至随国王出征以鼓舞士气。随着现代化进程，传统格里奥逐渐被音乐表演者取代，例如艺人贾利巴·库亚特。
冈比亚口头文学还包含各类与仪式或文化活动相关的音乐诗歌形式，如舞蹈表演前吟诵的塔苏（tassou）、摔跤手用于威慑对手的巴库（baku）诗体表达，以及割礼仪式中吟诵的诗歌。

## 英语书面文学
相较于非洲其他英语国家，冈比亚的英语文学创作规模较小。研究非洲文学的学者往往忽视冈比亚文学，甚至断言冈比亚不存在本土文学。约翰·波维（John Povey）在1986年版《二十世纪非洲文学》中声称，考虑到该国本身是"殖民者对自然疆界漠视的产物"，冈比亚"缺乏形成独特而持续的国民文学的基础"。冈比亚重要作家蒂扬·萨拉（Tijan Sallah）则指出，独特冈比亚文学的形成本质上与国家认同及"殖民者构建冈比亚国家时产生的叙事"紧密相连。他认为构成冈比亚"国民"文学的文本不能局限于单一民族，而应使用该国通用语英语创作，尽管他承认这一定义存在争议。萨拉同时指出，国内缺乏足够规模的读者群体、出版机构及文学评论家，阻碍了冈比亚文学的发展。
列里·彼得斯（Lenrie Peters）被公认为冈比亚文学奠基人。彼得斯于1960年代开始出版作品，发表了两部诗集和一部长篇小说小说《第二轮》；但萨拉与斯图尔特·布朗（Stewart Brown）认为其1971年返回冈比亚后出版的诗集《卡奇卡利》（Katchikali）才是首部真正意义上的冈比亚作品。归国后，彼得斯持续创作并关注社会政治议题，同时通过创办文学杂志《恩达南》（Ndanaan）推动本土文学发展——该刊由冈比亚作家俱乐部于1971至1976年间发行五期。布朗评价该杂志除加布里埃尔·约翰·罗伯茨（Gabriel John Roberts）探讨塞冈权力失衡的剧作《政变密谋》外"缺乏内在价值"，萨拉则辩护称其虽内容可能属"错误开端"，但为众多冈比亚作家提供了创作平台。此时期涌现的作家还包括蒂扬·萨拉、娜娜·格雷-约翰逊（Nana Grey-Johnson）、奥古斯塔·贾瓦拉（Augusta Jawara）及斯瓦布·科纳特（Swaebou Conateh）。
1980至1990年代，新一代作家如埃布·迪巴（Ebou Dibba）、谢里夫·萨尔（Sheriff Sarr）、纳纳·胡马西（Nana Humasi）及莎莉·辛哈特（Sally Singhateh）崭露头角。布朗视迪巴为"该群体成就最卓著者"及"真正杰出的作家"，萨拉则称其1986年小说《风中的谷壳》（彼得斯后首部由冈比亚人出版的小说）为"冈比亚真正意义上的首部国民小说"。
叶海亚·贾梅1994年发动政变后实行言论管制，国内文学创作陷入低迷。1990年代虽出现《主题杂志》（Topic Magazine），诗歌偶见于《冈比亚观察家报》和《福罗亚报》（Foroyaa），但整体产出有限。2000年后成名的作家包括玛丽亚马·汗（Mariama Khan）、莫莫杜·萨拉（Momodou Sallah）及巴拉·S·K·萨霍（Bala S. K. Saho）。

## 其他语言书面文学
在前殖民时期，阿拉伯语曾是塞内冈比亚地区知识阶层最常用的书面语言。后殖民时期，宗教领域人士持续创作阿拉伯语文学作品，如阿利乌·巴达拉·法耶（Alhaji Alieu Badara Faye）伊玛目以沃洛夫语和阿拉伯语撰写了大量手稿（多数尚未出版）。其阿拉伯语诗歌《为何向拉斯神殿射石》（Mimaah katalil Baitil Lassa）常在冈比亚警察乐队独立日游行时演奏。此外，众多冈比亚伊斯兰学者使用阿拉伯语、沃洛夫语、富拉语或曼丁哥语创作了伊斯兰神学著作。